# Station Świlcza
Station Świlcza is een spoorwegstation in de Poolse plaats Świlcza.